# Canottaggio ai Giochi della XVII Olimpiade - Quattro con maschile
La competizione del quattro con maschile dei Giochi della XVII Olimpiade di Roma 1960 si è svolta dal 30 agosto al 3 settembre 1960 al bacino del Lago Albano a Castel Gandolfo.

## Programma
| Data             | Round      | Note                                               |
| ---------------- | ---------- | -------------------------------------------------- |
| 30 agosto 1960   | 4 Batterie | I vincitori in semifinale. I restanti ai recuperi. |
| 31 agosto 1960   | 4 Recuperi | I primi due in semifinale.                         |
| 2 settembre 1960 | Semifinali | I primi tre in finale.                             |
| 3 settembre 1960 | Finale     |                                                    |

## Risultati

### Batterie
| Pos. | Nazione   | Atleti | Tempo   |
| ---- | --------- | --- | ------- |
| 1    | Italia    | Fulvio Balatti, Romano Sgheiz Franco Trincavelli, Giovanni Zucchi Tim. Ivo Stefanoni                      | 6'40"10 |
| 2    | Australia | Mick Allen, Max Annett John Hudson, Peter Waddington Tim. Lionel Robberds                                 | 6'47"23 |
| 3    | Romania   | Martin Bieltz, Petre Milincovici Ionel Petrov, Ştefan Pongratz Tim. Mircea Roger                          | 6'47"71 |
| 4    | Finlandia | Väinö Huhtala, Matti Maisala Reino Poutanen, Kauko Hänninen Tim. Reijo Sundén                             | 6'57"70 |
| 5    | Grecia    | Panagiotis Kalombratsos, Ilias Polyzois Ioannis Simbonis, Triantafyllos Tsongas Tim. Ioannis Theodorakeas | 7'01"25 |
| 6    | Spagna    | Franco Cobas, Emilio García José Méndez, Alberto Valtierra Tim. Armando González                          | 7'07"23 |

| Pos. | Nazione    | Atleti                                                                               | Tempo   |
| ---- | ---------- | ------------------------------------------------------------------------------------ | ------- |
| 1    | Germania   | Gerd Cintl, Horst Effertz Klaus Riekemann, Jürgen Litz Tim. Michael Obst             | 6'34"55 |
| 2    | Ungheria   | Tibor Bedekovits, Csaba Kovács László Munteán, Pál Wágner Tim. Gyula Lengyel         | 6'40"01 |
| 3    | Danimarca  | Poul Justesen, Mogens Pedersen Svend Helge Hansen, Erik Rask Tim. Ejgo Vejby Nielsen | 6'47"37 |
| 4    | Portogallo | Jorge Cravinho, José Porto Ilídio Silva, José Vieira Tim. Rui Valença                | 6'50"94 |
| 5    | Brasile    | Harri Klein, Paulino Leite Eduardo Endtner, Francisco Todesco Tim. Waldemar Scovino  | 6'57"48 |

| Pos. | Nazione        | Atleti                                                                                 | Tempo   |
| ---- | -------------- | -------------------------------------------------------------------------------------- | ------- |
| 1    | Cecoslovacchia | Pavel Hofmann, Richard Nový Petr Pulkrábek, Oldřich Tikal Tim. Miroslav Koníček        | 6'47"03 |
| 2    | Stati Uniti    | Chuck Alm, Roy Rubin Monte Stocker, Mike Yonker Tim. Kurt Seiffert                     | 6'49"62 |
| 3    | Paesi Bassi    | Toon de Ruiter, Frank Moerman Ype Stelma, Henk Wamsteker Tim. Marius Klumperbeek       | 6'50"48 |
| 4    | Gran Bretagna  | Simon Crosse, Richard Knight John M. Russell, John Tilbury Tim. Terrence Rosslyn-Smith | 6'51"00 |
| 5    | Giappone       | Koji Fukuda, Hatsuhiko Mizuki Shunji Murai, Naotake Okubo Tim. Osamu Saito             | 7'05"51 |

| Pos. | Nazione          | Atleti                                                                                            | Tempo   |
| ---- | ---------------- | ------------------------------------------------------------------------------------------------- | ------- |
| 1    | Unione Sovietica | Oleg Aleksandrov, Igor Khokhlov Boris Fyodorov, Valentin Zanin Tim. Igor Rudakov                  | 6'38"76 |
| 2    | Austria          | Dieter Ebner, Helmuth Kuttelwascher Horst Kuttelwascher, Dieter Losert Tim. Wolfdietrich Traugott | 6'42"33 |
| 3    | Francia          | Robert Dumontois, Claude Martin Jacques Morel, Guy Nosbaum Tim. Jean Klein                        | 6'46"75 |
| 4    | Jugoslavia       | Vladimir Nekora, Janez Pintar Adolf Potočar, Vjekoslav Skalak Tim. Nikola Stipanicev              | 6'56"91 |
| 5    | Svezia           | Rune Andersson, Lars-Eric Gustavsson Ulf Gustavsson, Kjell Hansson Tim. Owe Lostad                | 8'25"34 |

### Recuperi
| Pos. | Nazione       | Atleti                                                                                 | Tempo   |
| ---- | ------------- | -------------------------------------------------------------------------------------- | ------- |
| 1    | Francia       | Robert Dumontois, Claude Martin Jacques Morel, Guy Nosbaum Tim. Jean Klein             | 6'47"11 |
| 2    | Australia     | Mick Allen, Max Annett John Hudson, Peter Waddington Tim. Lionel Robberds              | 6'47"31 |
| 3    | Gran Bretagna | Simon Crosse, Richard Knight John M. Russell, John Tilbury Tim. Terrence Rosslyn-Smith | 6'48"21 |
| 4    | Brasile       | Harri Klein, Paulino Leite Eduardo Endtner, Francisco Todesco Tim. Waldemar Scovino    | 7'09"78 |

| Pos. | Nazione    | Atleti                                                                               | Tempo   |
| ---- | ---------- | ------------------------------------------------------------------------------------ | ------- |
| 1    | Ungheria   | Tibor Bedekovits, Csaba Kovács László Munteán, Pál Wágner Tim. Gyula Lengyel         | 6'51"08 |
| 2    | Romania    | Martin Bieltz, Petre Milincovici Ionel Petrov, Ştefan Pongratz Tim. Mircea Roger     | 6'55"63 |
| 3    | Jugoslavia | Vladimir Nekora, Janez Pintar Adolf Potočar, Vjekoslav Skalak Tim. Nikola Stipanicev | 7'00"71 |
| 4    | Giappone   | Koji Fukuda, Hatsuhiko Mizuki Shunji Murai, Naotake Okubo Tim. Osamu Saito           | 7'10"50 |

| Pos. | Nazione     | Atleti                                                                               | Tempo   |
| ---- | ----------- | ------------------------------------------------------------------------------------ | ------- |
| 1    | Stati Uniti | Chuck Alm, Roy Rubin Monte Stocker, Mike Yonker Tim. Kurt Seiffert                   | 6'49"78 |
| 2    | Finlandia   | Väinö Huhtala, Matti Maisala Reino Poutanen, Kauko Hänninen Tim. Reijo Sundén        | 6'51"14 |
| 3    | Danimarca   | Poul Justesen, Mogens Pedersen Svend Helge Hansen, Erik Rask Tim. Ejgo Vejby Nielsen | 6'51"70 |
| 4    | Svezia      | Rune Andersson, Lars-Eric Gustavsson Ulf Gustavsson, Kjell Hansson Tim. Owe Lostad   | 7'05"90 |

| Pos. | Nazione     | Atleti | Tempo   |
| ---- | ----------- | --- | ------- |
| 1    | Austria     | Dieter Ebner, Helmuth Kuttelwascher Horst Kuttelwascher, Dieter Losert Tim. Wolfdietrich Traugott         | 6'41"09 |
| 2    | Paesi Bassi | Toon de Ruiter, Frank Moerman Ype Stelma, Henk Wamsteker Tim. Marius Klumperbeek                          | 6'41"43 |
| 3    | Portogallo  | Jorge Cravinho, José Porto Ilídio Silva, José Vieira Tim. Rui Valença                                     | 6'57"07 |
| 4    | Grecia      | Panagiotis Kalombratsos, Ilias Polyzois Ioannis Simbonis, Triantafyllos Tsongas Tim. Ioannis Theodorakeas | 6'57"98 |
| 5    | Spagna      | Franco Cobas, Emilio García José Méndez, Alberto Valtierra Tim. Armando González                          | 7'07"50 |

### Semifinali
| Pos. | Nazione        | Atleti                                                                                            | Tempo   |
| ---- | -------------- | ------------------------------------------------------------------------------------------------- | ------- |
| 1    | Italia         | Fulvio Balatti, Romano Sgheiz Franco Trincavelli, Giovanni Zucchi Tim. Ivo Stefanoni              | 7'02"86 |
| 2    | Australia      | Mick Allen, Max Annett John Hudson, Peter Waddington Tim. Lionel Robberds                         | 7'05"04 |
| 3    | Ungheria       | Tibor Bedekovits, Csaba Kovács László Munteán, Pál Wágner Tim. Gyula Lengyel                      | 7'05"84 |
| 4    | Austria        | Dieter Ebner, Helmuth Kuttelwascher Horst Kuttelwascher, Dieter Losert Tim. Wolfdietrich Traugott | 7'06"85 |
| 5    | Finlandia      | Väinö Huhtala, Matti Maisala Reino Poutanen, Kauko Hänninen Tim. Reijo Sundén                     | 7'15"12 |
| 6    | Cecoslovacchia | Pavel Hofmann, Richard Nový Petr Pulkrábek, Oldřich Tikal Tim. Miroslav Koníček                   | 7'19"71 |

| Pos. | Nazione          | Atleti                                                                           | Tempo   |
| ---- | ---------------- | -------------------------------------------------------------------------------- | ------- |
| 1    | Germania         | Gerd Cintl, Horst Effertz Klaus Riekemann, Jürgen Litz Tim. Michael Obst         | 7'00"47 |
| 2    | Francia          | Robert Dumontois, Claude Martin Jacques Morel, Guy Nosbaum Tim. Jean Klein       | 7'02"95 |
| 3    | Unione Sovietica | Oleg Aleksandrov, Igor Khokhlov Boris Fyodorov, Valentin Zanin Tim. Igor Rudakov | 7'03"26 |
| 4    | Stati Uniti      | Chuck Alm, Roy Rubin Monte Stocker, Mike Yonker Tim. Kurt Seiffert               | 7'06"25 |
| 5    | Romania          | Martin Bieltz, Petre Milincovici Ionel Petrov, Ştefan Pongratz Tim. Mircea Roger | 7'10"58 |
| 6    | Paesi Bassi      | Toon de Ruiter, Frank Moerman Ype Stelma, Henk Wamsteker Tim. Marius Klumperbeek | 7'12"02 |

### Finale
| Pos.    | Nazione          | Atleti                                                                               | Tempo   |
| ------- | ---------------- | ------------------------------------------------------------------------------------ | ------- |
| Oro     | Germania         | Gerd Cintl, Horst Effertz Klaus Riekemann, Jürgen Litz Tim. Michael Obst             | 6'39"12 |
| Argento | Francia          | Robert Dumontois, Claude Martin Jacques Morel, Guy Nosbaum Tim. Jean Klein           | 6'41"62 |
| Bronzo  | Italia           | Fulvio Balatti, Romano Sgheiz Franco Trincavelli, Giovanni Zucchi Tim. Ivo Stefanoni | 6'43"72 |
| 4       | Unione Sovietica | Oleg Aleksandrov, Igor Khokhlov Boris Fyodorov, Valentin Zanin Tim. Igor Rudakov     | 6'45"67 |
| 5       | Australia        | Mick Allen, Max Annett John Hudson, Peter Waddington Tim. Lionel Robberds            | 6'45"80 |
| 6       | Ungheria         | Tibor Bedekovits, Csaba Kovács László Munteán, Pál Wágner Tim. Gyula Lengyel         | 6'51"65 |